# Jaakko Ranta
Jaakko Olavi Ranta (* 1. August 1997 in Tampere, Pirkanmaa) ist ein finnischer Biathlet. Er ist seit 2018 Teil der Nationalmannschaft und startet seit 2019 im Weltcup.

## Sportliche Laufbahn

### Medaillen auf Juniorenebene und Weltcupeinstand (2016–2020)
Jaakko Ranta bestritt bei den Jugendweltmeisterschaften 2016 seine ersten internationalen Wettkämpfe und wurde Siebter mit der Staffel. Im August des Jahres gewann er mit Erika Jänkä, Auli Kiskola und Teemu Huhtala die Bronzemedaille in der Juniorenmixedstaffel bei den Sommerbiathlonweltmeisterschaften. Im Winter 2016/17 nahm der Finne an einigen Wettkämpfen des IBU-Cup teil und durfte, nachdem er zwei Top-40-Ergebnisse erreichte, beim Saisonfinale in Oslo einen Weltcupsprint bestreiten und schloss diesen auf Rang 102 ab. Ende Januar 2018 gewann Ranta seinen ersten internationalen Titel, gemeinsam mit Jenni Keränen triumphierte er in der Single-Mixed-Staffel bei den Junioreneuropameisterschaften. 2018/19 startete er erstmals regelmäßig im Weltcup und bestritt auch das Staffelrennen bei den Weltmeisterschaften. Auch in der Folgesaison lief der Finne auf der höchsten Rennebene, klassierte sich in den Einzelrennen aber kein einziges Mal besser als auf einem 78. Rang, erzielt beim Sprint von Kontiolahti. Deutlich besser fand Ranta in den Winter 2020/21. Zu Beginn, erneut in Kontiolahti, wurde er 44. des Sprintrennens und erreichte somit seinen ersten Verfolger, den er als 51. abschloss. Weiterhin war Ranta durchgängig Mitglied der Männerstaffel und erzielte mit Tuomas Harjula, Tero Seppälä und Olli Hiidensalo drei Top-10-Plätze.

### Mittelfeld im Weltcup (seit 2020)
Die Saison 2021/22 bestritt Ranta größtenteils im IBU-Cup und steigerte seine Leistungen besonders in den Einzelrennen. In Sjusjøen wurde er 15. und 19. zweier Wettkämpfe, auch bei den Europameisterschaften am Arber ging es in Sprint und Verfolgung unter die besten Zwanzig. Daraus resultierend bekam der Finne in Kontiolahti wieder den Startplatz im Weltcup und erzielte im Verfolger als 38. erste Weltcuppunkte. Auch beim Sprint von Otepää in der Folgewoche lief er auf diesen Platz, für die Olympischen Spiele 2022 wurde er nicht nominiert. Während Ranta im Winter 2022/23 keine Punkte in Einzelrennen sammeln konnte, war er in den Staffelrennen mit Tuomas Harjula, Tero Seppälä und Olli Hiidensalo so gut wie seit den Neunzigerjahren nicht mehr. In Kontiolahti, Hochfilzen und Antholz ging es auf die Ränge 6, 5 und 9; in Ruhpolding beendete die Staffel mit Otto Invenius statt Tero Seppälä das Rennen auf dem achten Platz, nachdem man zur Rennhälfte noch auf Podestkurs lag. Nach den Weltmeisterschaften, wo Ranta in Einzel und Staffel eingesetzt wurde, erzielte er beim Saisonfinale in Oslo als Sprint-48. sein zweitbestes Saisonresultat, nur im ersten Einzel der Saison klassierte er sich noch um zwei Ränge besser.
Im Winter 2023/24 lief Ranta zweifach in die Punkteränge und stellte in Antholz mit Rang 23 im Einzel seine persönliche Bestleistung auf. Auch bei der WM war er erneut am Start und belegte mit der Herrenstaffel den achten Rang sowie Platz 52 im Einzel. 2024/25 erzielte der Finne hingegen vier Top-40-Platzierungen, mit der Staffel kam zu Saisonbeginn in Kontiolahti ein guter fünfter Rang zustande.

## Persönliches
Ranta lebt in Lappeenranta in Südkarelien. Er studierte Produktionswirtschaft an der dortigen Technischen Universität.

## Statistiken

### Weltcupplatzierungen
Die Tabelle zeigt alle Platzierungen (je nach Austragungsjahr einschließlich Olympische Spiele und Weltmeisterschaften).
- 1.–3. Platz: Anzahl der Podiumsplatzierungen
- Top 10: Anzahl der Platzierungen unter den ersten zehn (einschließlich Podium)
- Punkteränge: Anzahl der Platzierungen innerhalb der Punkteränge (einschließlich Podium und Top 10)
- Starts: Anzahl gelaufener Rennen in der jeweiligen Disziplin
- Staffel: inklusive Mixed- und Single-Mixed-Staffeln

| Platzierung               | Einzel | Sprint | Verfolgung | Massenstart | Staffel | Gesamt |
| ------------------------- | ------ | ------ | ---------- | ----------- | ------- | ------ |
| 1. Platz                  |        |        |            |             |         |        |
| 2. Platz                  |        |        |            |             |         |        |
| 3. Platz                  |        |        |            |             |         |        |
| Top 10                    |        |        |            |             | 16      | 16     |
| Punkteränge               | 2      | 3      | 3          |             | 37      | 45     |
| Starts                    | 12     | 39     | 11         |             | 37      | 99     |
| Stand: Saisonende 2024/25 |        |        |            |             |         |        |

### Weltcupwertungen
Ergebnisse bei Weltcups (Disziplinen- und Gesamtweltcup) gemäß Punktesystem.
| Saison  | Einzel | Einzel | Sprint | Sprint | Verfolgung | Verfolgung | Massenstart | Massenstart | Gesamt | Gesamt |
| Saison  | Platz  | Punkte | Platz  | Punkte | Platz      | Punkte     | Platz       | Punkte      | Platz  | Punkte |
| ------- | ------ | ------ | ------ | ------ | ---------- | ---------- | ----------- | ----------- | ------ | ------ |
| 2021/22 | –      | –      | 92.    | 3      | 79.        | 3          | –           | –           | 94.    | 6      |
| 2023/24 | 44.    | 18     | –      | –      | 71.        | 5          | –           | –           | 66.    | 23     |
| 2024/25 | 59.    | 6      | 66.    | 10     | 71.        | 3          | –           | –           | 67.    | 19     |

### Biathlon-Weltmeisterschaften

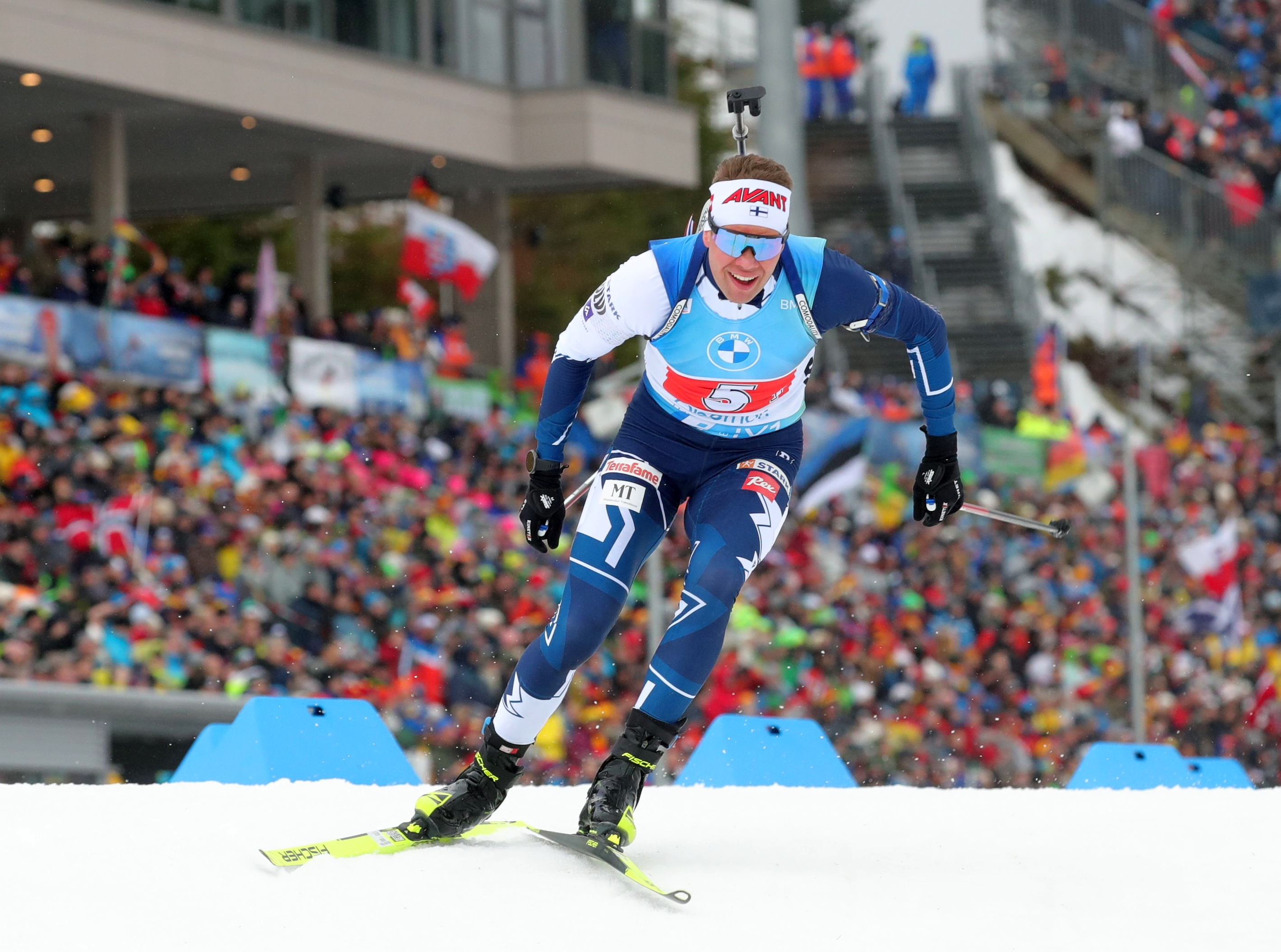
Ranta während des WM-Staffelrennens 2023

Ergebnisse bei den Weltmeisterschaften:
| Weltmeisterschaften | Weltmeisterschaften | Einzelwettbewerbe | Einzelwettbewerbe | Einzelwettbewerbe | Einzelwettbewerbe | Staffelwettbewerbe | Staffelwettbewerbe | Staffelwettbewerbe |
| Jahr                | Ort                 | Einzel            | Sprint            | Verfolgung        | Massenstart       | Herrenstaffel      | Mixedstaffel       | S.-M.-Staffel      |
| ------------------- | ------------------- | ----------------- | ----------------- | ----------------- | ----------------- | ------------------ | ------------------ | ------------------ |
| 2019                | Östersund           | –                 | –                 | –                 | –                 | 17.                | –                  | –                  |
| 2020                | Antholz             | 95.               | 93.               | –                 | –                 | 26.                | –                  | –                  |
| 2021                | Pokljuka            | –                 | –                 | –                 | –                 | 19.                | –                  | 25.                |
| 2023                | Oberhof             | 52.               | –                 | –                 | –                 | 10.                | –                  | –                  |
| 2024                | Nové Město          | 52.               | –                 | –                 | –                 | 8.                 | –                  | –                  |
| 2025                | Lenzerheide         | 54.               | 84.               | –                 | –                 | –                  | –                  | –                  |

### Jugend-/Juniorenweltmeisterschaften
Ranta nahm 2016 an den Jugend-, ab 2017 an den Juniorenwettkämpfen teil.
| Weltmeisterschaften | Weltmeisterschaften | Einzelwettbewerbe | Einzelwettbewerbe | Einzelwettbewerbe | Herrenstaffel |
| Jahr                | Ort                 | Einzel            | Sprint            | Verfolgung        | Herrenstaffel |
| ------------------- | ------------------- | ----------------- | ----------------- | ----------------- | ------------- |
| 2016                | Cheile Grădiștei    | 21.               | 52.               | 21.               | 7.            |
| 2017                | Osrblie             | 40.               | 19.               | 27.               | 5.            |
| 2018                | Otepää              | 34.               | 21.               | 22.               | DNF           |
| 2019                | Osrblie             | 11.               | 6.                | 12.               | 7.            |